# 促性腺激素
促性腺激素是一種由脊椎动物腦下垂體前葉的促性腺激素细胞分泌的醣蛋白激素，缺乏此激素可能導致不孕不育。
常见的促性腺激素包括促卵泡激素(FSH)，黄体生成素(LH)和人绒毛膜促性腺激素(hCG)。

## 外部鏈接
- 醫學主題詞表（MeSH）：Gonadotropins
- 第十届促性腺激素國際研討會 （页面存档备份，存于）